# Аль-Баздави
Абу аль-Хасан Али ибн Мухаммад аль-Баздави (араб. أبو الحسن علي بن محمد البَزدَوي‎; ок. 1010—1089), известный под почетным титулом Фахр аль-Ислам (гордость ислама) — ведущий ханафитский ученый в области принципов исламской юриспруденции. Он является автором знаменитой книги «Канз аль-Вусул иля Ма’рефат аль-Усул» (араб. کنز الوصول إلی معرفة الأصول‎; «Сокровище обретения юридических знаний»), широко известной как «Усул аль-Баздави», основополагающий труд в ханафитском усул аль-фикх (основы исламского права).
Абд аль-Кадир ибн Аби аль-Вафа аль-Кураши (ум. 1373) похвалил его в своем ханафитском биографическом словаре «Аль-Джавахир аль-Мудийя фи Табакат аль-Ханафийя» (араб. الجواهر المضية في طبقات الحنفية‎).

## Работы
Его самая известная книга — «Канз аль-Вусул иля Ма’рефат аль-Усул» (араб. کنز الوصول إلی معرفة الأصول‎), широко известный как «Усул аль-Баздави», который является основополагающей книгой в ханафитском усуль аль-Фикх и был стандартным учебным текстом на протяжении многих веков.
В этой работе он акцентирует внимание на таких вопросах, как правила и способы определения множества источников и способов принятия правильного решения и рассуждения о правилах работы с текстами. В Академии наук Узбекистана имеется более десятка экземпляров этого труда.
Книга породила множество аналогов, самым популярным из которых является «Кашф аль-Асрар» (араб. کشف الأسرار، شرح أصول البزدوي‎) Абд аль-Азиза аль-Бухари (ум. 1329).
Среди других его работ:
- Шарх аль-Джами аль-Кабир и Шарх аль-Джами аль-Сагир (Комментарии к аль-Джами аль-Кабир и аль-Джами аль-Сагир Мухаммада аль-Шайбани).
- Шарх аль-Джами ас-Сахих (Комментарий к Сахих аль-Бухари).
- Аль-Мабсут фи Фуру аль-Фикх (Обширная книга по разделам фикха).
- Китаб аль-Муяссар фи аль-Калам (Элементарный справочник по диалектическому богословию), рукопись которого сохранилась до сих пор[4].

Он также писал о тафсире (толковании Корана).

## Учителя
Аль-Баздави учился у Шамса аль-Аимма Абд аль-Азиза аль-Халвани (ум. 1064), который также был учителем Ас-Сарахси.

## Ученики
- Садр аль-Ислам Абу аль-Юср аль-Баздави (его младший брат)
- Наджм ад-Дин Абу Хафс Умар ан-Насафи